# Westraltrachia commoda
Westraltrachia commoda är en snäckart som först beskrevs av Tom Iredale 1939.  Westraltrachia commoda ingår i släktet Westraltrachia och familjen Camaenidae. Inga underarter finns listade i Catalogue of Life.